# Транспорт Белграда
Белград, как и любой другой мегаполис, имеет развитую сеть дорог с курсирующими по ним различными видами общественного и частного транспорта. Общественный городской транспорт Белграда включает автобусы (118 городских линий и более 300 пригородных линий), трамваи (12 линий) и троллейбусы (8 линий). С 1 января 2025 года проезд на городском транспорте является бесплатным: таким образом городские власти планируют бороться с автомобильными пробками и загрязнением воздуха. 
Белград испытывает сложности в организации дорожного движения, поскольку дорожная сеть недостаточно развита для удовлетворения потребностей города. Существует острая проблема транспортных пробок, в том числе из-за нехватки мостов. Белград является одним из немногих европейских городов-миллионников без системы метро (строительство первой линии начнётся в 2025 году).

## Городской транспорт
Общественный транспорт в Белграде включает автобусы, трамваи и троллейбусы, а также городскую железную дорогу. Планируется строительство лёгкого метро, но реализация этого проекта еще нё началась.
Транспортные средства являются собственностью местной общественной транспортной компании ГСП «Белград» или частных компаний, которые занимаются только автобусами. Билеты на транспорт можно было приобрести в ряде киосков по всему городу. Разовый билет можно было приобрести у водителя по более высокой цене. Также были месячные билеты, которые действовали для неограниченного числа поездок в течение месяца на всех линиях, охватываемых интегрированной тарифной системой.

### Автобус
Автобусные линии обслуживаются несколькими основными перевозчиками: помимо ГСП «Белград», это компании «Арива», «Банбус», «Тамнава Транс», «Думеко», «Джурдич».
ГТК «Белград» принадлежит городу, и эти автобусы часто называют «городскими» или «государственными». Эта компания была единственной до середины 1990-х, когда официально появились и другие перевозчики (частные). На городском уровне существует 141 дневная и 27 ночных линий. Ночные рейсы выполняют исключительно частные автобусы.

### Трамвай и троллейбус
Первый трамвай на улицах Белграда появился в 1892 году. На сегодняшний день существует 11 трамвайных и 7 троллейбусных линий, все принадлежат ГТК «Белград». Троллейбус планировали запустить ещё до Второй мировой войны, но в результате он появился в 1947 году. В конце 2024 года глава Белграда Александр Шапич объявил о скорой ликвидации белградского троллейбуса и замене его на электробус. Тогда же решение мэра одобрила Скупщина Белграда.

### Маршрутки
Микроавтобусы являются новыми транспортными средствами в Белграде, они появились в 2007 году. На сегодняшний день существует 7 маршрутов с тегом E перед номером маршрута. Маршрутки перевозят меньше пассажиров, быстрее и оснащены кондиционерами. Однако цена билета на маршрутку выше, чем на автобус. Существует также специальный микроавтобус линии A1, которая проходит от площади Славия до аэропорта Николы Теслы.

### Рельсовый транспорт

#### Легкорельсовый транспорт
Система легкорельсового транспорта, или так называемого лёгкого метро, была принята в качестве альтернативы дорогостоящей классической системе метро. Официальное название: Белградское лёгкое метро. Предполагается строительство трёх линий с пересадочными узлами в центре города. Исследования показывают, что пропускная способность этого проекта будет недостаточной для города такого размера.

#### Городская железная дорога
1 сентября 2010 года была введена в эксплуатацию городская электричка БГ ВОЗ, которая использует существующую железную дорогу. Сначала город эксплуатировал железную дорогу между станциями Новый Белград и Панчевский мост, а уже 15 апреля 2011 движение было продлено в районы Земун и Батайница (крайние северо-западные районы Белграда), таким образом длина эксплуатируемого участка составила 23 километра. Пропускная способность городской железной дороги составляет около 2700 пассажиров в час, и планируется, что во время часа пик, интервал между поездами будет составлять 15 минут.
- БГ ВОЗ
- Вид из вагона
- Логотип системы
- Табло на станции Вуков споменик

#### Метро
В 2021 году в городе начали строительство метро, завершение которого планируется в 2030 году. Строительство началось в районе Макишко-Поле на западной окраине города.